# Поток средней кривизны
Поток средней кривизны — определённый процесс деформации гиперповерхностей в римановом многообразии, 
в частности для поверхностей в 3-мерном евклидовом пространстве.
Поток деформирует поверхность в нормальном направлении со скоростью, равной её средней кривизне. 
Например, сфера под действием потока сжимается в точку.

## Уравнение
Однопараметрическое семейство поверхностей {\displaystyle f_{t}\colon S\hookrightarrow M} является потоком средней кривизны, если
{\displaystyle {\frac {\partial f_{t}(x)}{\partial t}}=H_{t}(x)\cdot n(x),}
где {\displaystyle H_{t}(x)} и {\displaystyle n(x)} обозначают среднюю кривизну и единичный вектор нормали к поверхности {\displaystyle f_{t}(S)} в точке {\displaystyle f_{t}(x)}.

## Свойства
- Уравнение потока является параболическим дифференциальным уравнением в частных производных.
  - В частности, это гарантирует существование решения для малых значений временного параметра.
- Минимальные поверхности являются критическими точками для потока средней кривизны.
- Обычно поток средней кривизны формирует особенность за конечное время, начиная с которой поток перестаёт быть определён.
- Формула монотонности Хуйскена[англ.]
- Под действием потока замкнутая выпуклая гиперповерхность в евклидовом пространстве остаётся выпуклой. Более того, она схлопывается в точку за конечное время, и непосредственно до этого момента поверхность приближается к стандартной сфере с точностью до изменения масштаба.
  - В общем римановом многообразии выпуклость гиперповерхности не сохраняется в потоке, даже если дополнительно потребовать положительность секционной кривизны.

## Применения
- Поток предоставляет естественную операцию сглаживания для гиперповерхностей. В частности, даёт аппроксимацию данной {\displaystyle C^{2}}-гладкой гиперповерхности аналитическими.